# Australonereis ehlersi
Australonereis ehlersi är en ringmaskart som först beskrevs av Augener 1913.  Australonereis ehlersi ingår i släktet Australonereis och familjen Nereididae. Inga underarter finns listade i Catalogue of Life.